# Козовата
Козова́та — село в Україні, у Самарівській сільській громаді Ковельського району Волинської області. Населення становить 179 осіб.

## Історія
У 1906 році хутір Леликівської волості Ковельського повіту Волинської губернії. Відстань від повітового міста 70 верст, від волості 10. Дворів 16, мешканців 65.

## Населення
Згідно з переписом УРСР 1989 року чисельність наявного населення села становила 193 особи, з яких 86 чоловіків та 107 жінок.
За переписом населення України 2001 року в селі мешкало 177 осіб. 100 % населення вказало своєю рідною мовою українську мову.